# Coleonyx
Coleonyx es un género de reptiles escamosos pertenecientes a la familia Gekkonidae. Se encuentra en el sudoeste de Estados Unidos, México y Centroamérica.
Estos lagartos tienen generalmente una cola relativamente gruesa, y bandas irregulares. También son nocturnos, terrestres, y viven en ambientes más áridos.

## Especies
Se reconocen las siguientes y subespecies:
- Coleonyx brevis Stejneger, 1893[3] - Gecko bandeado de Texas.
- Coleonyx elegans Gray, 1845[4] - Gecko bandeado mesoamericano; Gecko bandeado de la Península de Yucatán.
- Coleonyx fasciatus (Boulenger, 1885)[5] - Gecko bandeado negro, Gecko bandeado del Noroeste Mexicano.
- Coleonyx gypsicolus (Grismer & Ottlery, 1988)[6] - Gecko bandeado de la Isla de San Marcos.
- Coleonyx mitratus (Peters, 1863)[7] - Gecko bandeado de Centroamérica.
- Coleonyx nemoralis (Klauber, 1945)[8][9] - Gecko bandeado del Pacífico Mexicano.
- Coleonyx reticulatus Davis & Dixon, 1958[10] - Gecko de bandas reticuladas.
- Coleonyx switaki (Murphy, 1974)[11] - Gecko bandeado de la Península de Baja California.
- Coleonyx variegatus (Baird, 1858)[12] - Gecko bandeado del Noroeste Americano.
  - Coleonyx variegatus abbotti (Klauber, 1945)[8] - Gecko bandeado de California.
  - Coleonyx variegatus bogerti (Klauber, 1945)[8] - Gecko bandeado de Tucson.
  - Coleonyx variegatus slevini (Klauber, 1945)[8] - Gecko bandeado de la Isla de Santa Inez.
  - Coleonyx variegatus peninsularis (Klauber, 1945)[8] - Gecko bandeado de Baja California Sur.
  - Coleonyx variegatus sonoriensis (Klauber, 1945)[8] - Gecko bandeado de Sonora.
  - Coleonyx variegatus utahensis (Klauber, 1945)[8] - Gecko bandeado de Utah.
  - Coleonyx variegatus variegatus (Baird, 1858)[12] - Gecko bandeado de Mojave.

El estudio filogenético de Butler et al. (2022) concluyó que las dos subespecies de Coleonyx elegans se encuentran lo suficientemente diferenciadas como para que considerarse linajes evolutivos independientes y separados geográficamente por el Istmo de Tehuantepec, de esta manera se ha elevado a Coleonyx elegans nemoralis al nivel de especie plena (C. nemoralis).